# Castell de la Baronia
El Castell de la Baronia, conegut com a Casa de la Baronia o Museu de la Baronia, és un edifici senyorial, situat en el carrer Escoles s/n de Ribesalbes, a la comarca de la Plana Baixa, catalogat, de manera genèrica, com Bé d'interès cultural, i amb codi de la Generalitat Valenciana: 12.06.095-004.

## Història i descripció
Es tracta d'una casa pairal que en època cristiana va ser palau i més antigament, en època àrab, castell. Coneguda com a casa del Baró de Riselalbes, ja que va ser residència d'aquests nobles fins a mitjan segle xix, quan va passar a ser de propietat municipal.
És una edificació senzilla amb tres altures i rematada amb una coberta de teules àrabs. Externament la seva façana presenta balconades en els quals destaquen les reixes de forja simple. A més, en aquesta façana pot observar-se l'escut nobiliari de la població en la qual se situa, Ribesalbes.
Durant un temps en aquest edifici es va situar tant la capella del poble com l'antiga "presó", que consistia en uns cubículs de reduïdes dimensions, dins de l'edifici senyorial.
També va albergar les escoles, d'aquí el nom actual del carrer en la qual està situat. Però també va ser utilitzat per a altres usos més lúdics com a cinema, sala de ball, saló de banquets, discoteca i teatre.
L'any 1980 l'edifici es va incendiar, quedant de la construcció original tan sols la façana. Aquest contratemps va fer que es dugués a terme la reconstrucció de l'edifici per, al principi, albergar a la banda municipal. En 1992 comença a forjar-se la idea de la creació del Museu de la Baronia, per a això es va iniciar una reforma del seu interior que va donar motiu a la inauguració del Museu el 29 de maig de 1999; que conté en el seu interior col·leccions museístiques de dos tipus, d'una banda la col·lecció de ceràmica i per un altre una col·lecció de restes paleontològiques.

## Museu de la Baronia
Es tracta d'un Museu jove i dinàmic (constantment es realitzen reorganitzacions de les col·leccions per millorar el seu contingut i exposició, la qual cosa va quedar patent l'any 2016, quan va romandre tancat per uns mesos per realitzar reformes en les col·leccions i exposicions) en què es poden trobar dos tipus ben diferenciats de col·leccions. D'una banda és un museu Ceràmic, en el qual es troben mostres de la ceràmica típica de la zona; i per un altre és un museu Paleontològic.
Entre les restes paleontològiques (fòssils de plantes i animals de tot el món) cal destacar les restes que s'han anat trobant en el jaciment anomenat "La Rinconada", situat en el terme municipal de Ribelsalbes, i que és considerat un dels més destacats jaciments del miocè inferior lacustre de tot el món. En aquest jaciment es van descobrir noves espècies d'insectes fòssils (d'una antiguitat d'entre 21,5 i 23 milions d'anys, i corresponents a una edat Rambliense), que estan dipositades com a holotips en el Museu de Ciències Naturals de Madrid.
A més, en la planta baixa de l'edifici museístic es dedica un espai específic per a exposicions temporals.
En la primera planta està dedicada a la ceràmica, amb una exposició de peces dels diferents tallers de la localitat. Mentre que en la segona planta pot observar-se la recreació d'un taller tradicional de ceràmica, en el qual es poden trobar utensilis per a la confecció ceràmica i nombroses peces realitzades segons l'estil ceràmic característic de la població. En aquesta mateixa planta se situa una sala de caràcter històric-etnogràfic on s'exposa la història de la zona.
També en aquesta segona planta s'inicia la col·lecció paleontològica del museu. Ens trobem així amb una sala dedicada a la col·lecció de fòssils i minerals, destacant rèptils del Mesozoico, mamífers del Plistocè, exemplars del jaciment de “La Rinconà”, gran quantitat d'exemplars d'altres llocs del planeta i una àmplia varietat de minerals.